# Rogers Cup 2018
Rogers Cup 2018 — профессиональный теннисный турнир, проводившийся в Монреале и Торонто, Канада на хардовых кортах. Мужской турнир проводится в 129-й раз, имея в этом году категорию Мастерс; женское же соревнование проводится в 117-й раз и принадлежит к серии Премьер 5. Оба одиночных приза входили в цикл турниров US Open Series. Турнир прошёл с 6 по 12 августа.

## Общая информация
Мужской одиночный турнир собрал восемь представителей топ-10 мирового рейтинга. Первым номером посева стал № 1 в мире Рафаэль Надаль. Испанский теннисист подтвердил статус фаворита и в четвёртый раз выиграл местный турнир (до этого в 2005, 2008 и 2013 годах). В финале он обыграл Стефаноса Циципаса, для которого это был дебютный финал в серии Мастерс. Вторым номером посева стал прошлогодний чемпион Александр Зверев (№ 3 в мире). На этот раз немецкий теннисист смог доиграть до четвертьфинала, где уступил Циципасу. В основном турнире приняли участие пять представителей России. Лучше всех выступил Карен Хачанов, который смог доиграть до полуфинала, где он уступил Рафаэлю Надалю.
В мужском парном турнире победу одержали вторые номера посева — Хенри Континен и Джон Пирс. В финале они обыграли дуэт Майкл Винус и Равен Класен. Прошлогодние чемпионы Николя Маю и Пьер-Юг Эрбер защищали свой титул под третьим номером посева, но проиграли на стадии второго раунда.
В женском одиночном турнире смогли сыграть девять представительниц топ-10. Первая ракетка мира Симона Халеп возглавила посев и по итогу смогла выиграть титул. В финале она переиграла третью сеянную Слоан Стивенс (№ 3 в мире). Для Халеп титул стал втором на местном турнире (до этого она победила в 2016 году). Прошлогодняя чемпионка Элина Свитолина (№ 5 в мире) защищала свой титул под пятым номером посева. На этот раз её результатом стал выход в полуфинал, где её обыграла Слоан Стивенс. В основной сетке турнира приняло участие пять представительниц из России. Из них до третьего раунда добралась Мария Шарапова.
В женском парном разряде сильнее всех был дуэт Эшли Барти и Деми Схюрс, имевший восьмой номер посева. Чемпионки двух последних лет Елена Веснина и Екатерина Макарова не защищали свой титул, однако Макарова выступила на турнире под вторым номером посева в паре с Латишой Чан и они смогли доиграть до финала.

## Соревнования

### Мужчины. Одиночный турнир
Рафаэль Надаль обыграл  Стефаноса Циципаса со счётом 6-2, 7-6(4).
- Надаль выиграл 5-й одиночный титул в сезоне и 80-й за карьеру в основном туре ассоциации.
- Циципас сыграл 2-й одиночный финал в сезоне и за карьеру в основном туре ассоциации.

### Женщины. Одиночный турнир
Симона Халеп обыграла  Слоан Стивенс со счётом 7-6(6), 3-6, 6-4.
- Халеп выиграла 3-й одиночный титул в сезоне и 18-й за карьеру в туре ассоциации.
- Стивенс сыграла 3-й одиночный финал в сезоне и 8-й за карьеру в туре ассоциации.

### Мужчины. Парный турнир
Хенри Континен /  Джон Пирс обыграли  Майкла Винуса /  Равена Класена со счётом 6-2, 6-7(7), [10-6].
- Континен выиграл 3-й парный титул в сезоне и 21-й за карьеру в основном туре ассоциации.
- Пирс выиграл 3-й парный титул в сезоне и 19-й за карьеру в основном туре ассоциации.

### Женщины. Парный турнир
Эшли Барти /  Деми Схюрс обыграли  Екатерину Макарову /  Латишу Чан со счётом 4-6, 6-3, [10-8].
- Барти выиграла 3-й парный титул в сезоне и 8-й за карьеру в туре ассоциации.
- Схюрс выиграла 6-й парный титул в сезоне и 9-й за карьеру в туре ассоциации.